# José Sacasa
José Sacasa y Méndez (León, provincia de Nicaragua y Costa Rica, 17 de mayo de 1793 - El Salvador, h. 1870), fue un abogado y político nicaragüense, conocido como "El Pepe", en su tiempo gozó de la reputación de ser uno de los hombres más ilustrados de Centroamérica. Era de carácter fogoso y acérrimo partidario de la Independencia, por cuya causa abogó en España. 

## Reseña biográfica
Nació el 17 de mayo de 1793 en la ciudad de León, capital de la entonces provincia de Nicaragua y Costa Rica, posiblemente en 1796, siendo el hijo mayor y primogénito del matrimonio conformado por el coronel José Crisanto Sacasa y Parodi de Granada y María de Los Ángeles Méndez Díaz Figueroa y Cabeza de Baca, originaria de la ciudad de León.
Recibió una esmerada educación. Igual que los próceres Tomás Ruiz Romero y Miguel Larreynaga, Sacasa estudió en la entonces prestigiosa Universidad de San Carlos de Guatemala donde obtuvo el grado de Bachiller en Artes y se graduó en Derecho Civil y Derecho Canónico. Seguramente, también recibió la influencia de las ideas ilustradas del gran reformador de la educación universitaria colonial, el costarricense fray José Antonio de Liendo y Goicoechea, mentor intelectual de la generación de los próceres de la Independencia.
Posteriormente, entre 1816 y 1829, vivió a España, estudiando en el Colegio Mayor de Santa Cruz de la Universidad de Valladolid, donde se graduó de abogado en 1820.

## Vida política
Fue diputado suplente por el Reino de Guatemala en las Cortes de Cádiz, donde el Licenciado Sacasa experimentó en carne propia el desprecio que los españoles peninsulares sentían por los criollos americanos. El Consejo de Regencia (gobierno provisional de España), sólo admitía un diputado por cada Virreinato o Capitanía General, elegido por el Virrey o Capitán General entre los candidatos propuestos por los cabildos de las capitales. En cambio, en España, hasta las provincias más insignificantes tenían derecho a dos diputados, electos libremente por las juntas provisionales. 
A la Capitanía General de Guatemala le correspondía así elegir a un solo diputado. Pero, la convocatoria le permitió designar a dos diputados más, en calidad de suplentes y residentes en España, para mientras se incorporaba el diputado propietario. Como suplentes fueron designados, Sacasa y el Canónigo guatemalteco, Juan Nepomuceno de San Juan. 
Fue en esa calidad de diputado suplente ante las Cortes, por cierto reputadas de muy liberales, que Sacasa, en julio de 1820, trató de corregir el trato desigual que recibían las colonias americanas en cuanto a su representación en la Asamblea. 
José Dolores Gámez, en su «Historia de Nicaragua», narra el incidente que provocó la iniciativa de Sacasa: 
"En medio de aquella Asamblea tan libérrima, el Diputado Sacasa con otros representantes de la colonia, solicitó que se aumentara la escasa representación de éstas, en la proporción que marcaba la ley, de un Diputado por cada setenta mil habitantes. Su proposición, recibida con despreciativa frialdad, logró, después de mil dificultades, obtener segunda lectura; pero cuando se trató de su discusión, las Cortes se negaron arbitrariamente a concederle este trámite. Sacasa, indignado, tomó entonces la palabra para protestar, en nombre de las provincias, contra una resolución tan adversa a sus intereses y al indiscutible derecho que les competía, para hacerse representar en el Congreso en la proporción establecida por la ley; pero apenas había comenzado a pronunciar sus primeras frases, cuando los Diputados de la Península ahogaron su voz con murmullos amenazantes, y el Presidente de la Cámara le mandó que guardara silencio."
Con la Independencia de Centroamérica, concluye la misión de Sacasa como diputado suplente ante las Cortes de Cádiz. De regreso a Centroamérica, su preparación y talento le llevaron a ocupar una serie de altos cargos en varios países de la Patria Grande centroamericana.
En 1826 fue propuesto a la Jefatura del Estado de Nicaragua con el propósito de poner fin al conflicto entre De la Cerda y Arguello. Ese mismo año fue elegido por la Asamblea Legislativa como Fiscal de la Corte Suprema de Justicia de Costa Rica, denominada entonces Corte Superior de Justicia, pero no aceptó el cargo.
En 1830 fue elegido por la Asamblea Legislativa como Presidente de la Corte Suprema de Justicia de Costa Rica, por no haber aceptado ese cargo Manuel Aguilar Chacón. El alto tribunal, que se reinauguró el 30 de junio de 1830, estaba también formado por Agustín Gutiérrez y Lizaurzábal, fiscal, y Pedro Zeledón Mora, magistrado. 
En 1831 fue elegido como fiscal de la Corte Suprema de Justicia de la República Federal de Centroamérica, pero no aceptó la designación y optó por permanecer en la presidencia de la Corte costarricense. 
En 1832 dejó Costa Rica, por haber sido nombrado ministro Plenipotenciario de la Federación Centroamericana ante los Países Bajos.
Junto a Máximo Jerez Tellería y Rafael Francisco Osejo fue delegado de Nicaragua ante la Dieta Nacional de Centroamérica (1847). 
En 1848 fue acreditado como ministro de Nicaragua ante el gobierno de los Estados Unidos. 
Su prestigio como intelectual liberal hizo que, pese a provenir de una reconocida familia conservadora, los liberales fueran a buscarlo hasta San Miguel, Honduras, donde se encontraba residiendo, para proclamarlo como candidato al cargo de Director Supremo del Estado de Nicaragua en las elecciones de 1851, aunque obtuvo la mayoría de los votos, la Asamblea Legislativa eligió a José Laureano Pineda Ugarte.
De sus últimos años en El Salvador no se tienen mayores datos, aunque se sabe que murió alrededor del año 1870 a la edad de 76 años.

## Valoración de su figura
José Coronel Urtecho, escritor nicaragüense, en sus Reflexiones sobre la Historia de Nicaragua (Tomo I, p, 216), dice que José Sacasa era «"el único liberal medio revolucionario" de la entonces conservadora y poderosa familia granadina de Los Sacasa, fundada por el peninsular Francisco Sacasa, cuyo hijo Roberto Sacasa Marenco fue Alcalde Primero de Granada y padre del coronel Crisanto Sacasa (y de Silvestre Selva Sacasa y Gregorio Juárez Sacasa). "El Pepe era un intelectual y los Sacasa eran entonces comerciantes conservadores"».
Las relaciones del Pepe con su familia no fueron siempre cordiales. Él fue algo así como la «oveja negra» del poderoso clan Sacasa, entonces jefeado por su padre el coronel Crisanto Sacasa. 
Ni su familia ni su patria estaban preparadas para asimilar a una personalidad como la de José Sacasa. Pese a su excepcional talento y preparación, demostrada en escritos que gozaron de su época de mucho aprecio, pero de los cuales desafortunadamente no se conserva ninguno, su huella en nuestra historia es escasa, salvo su decidido fervor independentista y su pasión por las ideas liberales. En todo caso, fue el primero de su familia en optar por el liberalismo, cauce político que más tarde seguirían las nuevas generaciones de sus parientes (Roberto Sacasa, Juan Bautista Sacasa, Benjamín Lacayo Sacasa, Guillermo Sevilla Sacasa, Francisco Aguirre Sacasa).